# Bucy-lès-Pierrepont
Bucy-lès-Pierrepont là một xã ở tỉnh Aisne, vùng Hauts-de-France thuộc miền bắc nước Pháp.